# Ewa Serwa
Ewa Jadwiga Serwa-Galia (ur. 7 października 1956 w Krakowie) – polska aktorka teatralna, filmowa i dubbingowa.

## Życiorys
W 1979 roku ukończyła studia na PWST w Krakowie.
Żona aktora Pawła Galii i matka Zuzanny Galii. Jest znana z dubbingu jako Cindy Niedźwiedzica z filmów i seriali o Misiu Yogi.

## Teatr
- Teatr Na Woli: 1979–1981
- Teatr Komedia: 1981–1983
- Teatr Narodowy: 1983–1990

### Gościnnie
- Teatr Polski w Warszawie: 1992–1993
- Scena Na Piętrze w Poznaniu: 1995

## Przed kamerą
- 2021: The Office PL – mama Sebastiana (odc. 7)
- 2021: Tajemnica zawodowa – właścicielka restauracji (odc. 1)
- 2018: Kler – zakonnica posługująca się językiem migowym
- 2018: O mnie się nie martw –  Róża, babcia Natalii (odc. 93)
- 2017: Diagnoza – Sławka Wolska, matka Michała i Tomasza
- 2015: Nie rób scen – dr Ewa Kornecka, pediatra (odc. 1)
- 2015–2016: Barwy szczęścia – Regina Sadowska, matka Łukasza
- 2014: Miasto 44 – starsza sanitariuszka
- 2014: Ojciec Mateusz – Krystyna Korcz (odc. 158)
- 2012: Ojciec Mateusz – ginekolog (odc. 106)
- 2012: Prawo Agaty – Kwiatkowska, właścicielka biura podróży (odc. 12)
- 2012–2013, 2018–2019: Na dobre i na złe – Barbara Wasiak
- 2012: M jak miłość – sędzia na rozprawie Pawła i Joanny
- 2011: Wszyscy kochają Romana – pani Ela
- 2010: Chichot losu – Helena Misiura, matka Huberta (odc. 13)
- od 2010: Na Wspólnej – matka Magdy
- 2009: Siostry – Halina Kolonkowa (odc. 5 i 8)
- 2008: Pierwsza miłość – Halina Konopka, matka Stephanii
- 2008: Teraz albo nigdy! – dziennikarka (odc. 6)
- 2007: Kryminalni – psycholog (odc. 82)
- 2006: Statyści – Alicja Koralik
- 2004–2006: Pensjonat pod Różą – Irena Matlak
- 2003: Łowcy skór – dyspozytorka Zofia Ulita, żona sanitariusza
- 2003: Zaginiona – gość programu „Ktokolwiek widział, ktokolwiek wie...”
- 2000: Sukces – Anna Ładowa, matka Bartka
- 1999: Na dobre i na złe – pacjentka
- 1997: Klan
  - pacjentka doktora Andrzeja Marczyńskiego
  - Matylda Szczęśniak, przyjaciółka Elżbiety Chojnickiej
- 1989: Odbicia – studentka studiów zaocznych
- 1989: Modrzejewska – aktorka w garderobie lwowskiego teatru
- 1988: Banda Rudego Pająka – ciotka Brygidki
- 1988–1991: Pogranicze w ogniu – bibliotekarka w Bibliotece Uniwersyteckiej w Jenie
- 1986: Kolega Pana Boga
- 1986: Złoty pociąg – Barbara, córka Kowalskiego
- 1986: Weryfikacja
- 1986: Zmiennicy – zapłakana kobieta w taksówce
- 1985: Rajska jabłoń – żona wynajmującego mieszkanie od Kwiryny
- 1985: Kacperek – wychowawczyni
- 1985: Labirynt – recepcjonistka
- 1984: Dom wariatów – sąsiadka
- 1981: Uczennica – Anna Hinelówna
- 1980–2000: Dom – Ula Siekierko
- 1978: Ślad na ziemi – Czesława Marciniak, dziewczyna z kuchni
- 1977: Akcja pod Arsenałem – Danka, żona Heńka
- 1976-1987: 07 zgłoś się – urzędniczka w wypożyczalni samochodów „Orbisu”

## Polski dubbing
- 2022: League of Legends - Renata Glasc
- 2016-nadal: Steven Universe - Żółty Diament
- 2016: Glitter Force – Chloe
- 2015: Wiedźmin 3: Dziki Gon – Anna Stenger, żona Krwawego Barona
- 2012: Legenda Korry – komendant Lin Beifong
- 2011: Wiedźmin 2: Zabójcy królów – postacie poboczne
- 2011: My Little Pony: Przyjaźń to magia – burmistrzyni Ponyville (odc. 1-2, 4, 11, 29-30, 34, 40-41, 49)
- 2011: Jessie – pani Chesterfield (odc. 2, 10, 12)
- 2011: Abby i latająca szkoła wróżek – Iskierka
- 2011: Cziłała z Beverly Hills 2 – Vivian Ashe
- 2010: Tomek i przyjaciele
  - żona Grubego Zawiadowcy (odc. 319),
  - mama Grubego Zawiadowcy (odc. 318),
  - Alicja Botti (odc. 315),
  - nauczycielka (odc. 317)
- 2010: Shrek Forever
- 2009: Abby i latająca szkoła wróżek – Iskierka
- 2009: Dragon Age: Początek
- 2009: Power Rangers: Furia dżungli
  - Stingerella,
  - reporterka telewizyjna,
  - Jellica
- 2008: Dzieciak kontra Kot – pani Munson
- 2008: Alone in the Dark – Sarah Flores
- 2008: Sam & Max: Sezon 1 – sekretarka
- 2007: ABC literkowe chochliki – królowa
- 2007: W pułapce czasu – Rhonda
- 2006: H2O – wystarczy kropla –
  - Bev Sertori,
  - Annette Watsford,
  - dziewczyna Barry’ego,
  - pani Geddes (odc. 33),
  - różne głosy
- 2006: Neverwinter Nights 2 (gra) – Shandra Jerro
- 2005–2008: Ufolągi – mama Tommy’ego
- 2004: Żony ze Stepford
- 2004: Power Rangers: Dino Grzmot – Elza, dyrektorka Randall
- 2003–2006: Xiaolin – pojedynek mistrzów –
  - mama Omiego,
  - Rajski Ptak
- 2003: Wojownicze Żółwie Ninja – dr Abigail Finn (odc. 20)
- 2003: Zapłata
- 2003: Rymowanki
- 2003: Warcraft III: The Frozen Throne (dodatek do gry) – Maiev Shadowsong
- 2003: Pełzaki szaleją
- 2002: Dzika rodzinka – Marianna
- 2002–2008: Kryptonim: Klan na drzewie –
  - głos komputera (seria trzecia),
  - mama Frani (I.M.P.R.E.Z.A. (1)),
  - pani Thompson (P.I.E.S.),
  - Futbol Mama (M.A.T.A.D.O.R.)
- 2001: Bliźniaki Cramp – pani Syk (I seria)
- 2001–2006: Liga Sprawiedliwych / Liga Sprawiedliwych bez granic – Sokolica / Shayera Hol
- 2001–2007: Ach, ten Andy! –
  - pani Scorn,
  - koleżanka Lori (odc. 27)
- 2000−2003: X-Men: Ewolucja – doktor Deborah Risman
- 1999–2000: Digimon –
  - Tanemon,
  - Palmon (większość odcinków),
  - Togemon,
  - Lillymon,
  - matka T.K.-a,
  - Lady Devimon
- 1998–2001: Olinek Okrąglinek – Bonita
- 1998−1999: Tajne akta Psiej Agencji – Mitzy
- 1998: Srebrny Surfer – Nova, drugi z kolei herold Galaktusa
- 1998: Kacper i Wendy – jedna z czarownic
- 1997–2004: Johnny Bravo –
  - Czarna Wdowa,
  - Melisa, Amazonka z Wioski Pięknych Kobiet
- 1997–1999: Jam Łasica
- 1997: Pożyczalscy
- 1996: Miłość i wojna
- 1996: Przygody Pytalskich – babcia Eartha
- 1996: Pinokio – Felinet
- 1994–1998: Spider-Man – Ruda
- 1994: Skoś trawnik tato, a dostaniesz deser
- 1993: Huckleberry Finn
- 1992: Shin-chan – pani Uma
- 1992: Nowe podróże Guliwera
- 1990–1998: Świat Bobbiego
- 1990–1992: Muminki
- 1990–1992: Przygody Animków – Kinia
- 1990: Filiputki
- 1990: Pinokio
- 1988: Yogi i inwazja kosmitów – Cindy
- 1987: Wielka ucieczka Misia Yogi – Cindy
- 1985–1991: Gumisie – Nieznośna księżniczka (odc. 45a, 62)
- 1980: Pierwsza wigilia Misia Yogi – Cindy
- 1977: Kapitan Grotman i Aniołkolatki
- 1964: Miś Yogi: Jak się macie – Misia znacie? – Cindy
- 2000: Smyki – Jemini